# Pisces Iscariot
A Pisces Iscariot kiadatlan dalok, demok, válogatás lemeze a The Smashing Pumpkins számaiból. 1994-ben adta ki  a Virgin Records.   2005 májusáig csak az USA-ban 1,3 millió példány kelt el a lemezből.

## Számok
1. "Soothe" (B-oldal   "Disarm") – 2:36
2. "Frail and Bedazzled" (Siamese Dream ) – 3:17
3. "Plume" (B-oldal   "I Am One" 1992 ) – 3:37
4. "Whir" (Siamese Dream ) – 4:10
5. "Blew Away" (B-oldal   "Disarm") – 3:32
6. "Pissant"  – 2:31
7. "Hello Kitty Kat" (B-oldal  "Today") – 4:32
8. "Obscured" ( B-oldal  "Today") – 5:22
9. "Landslide" (Fleetwood Mac  ) (B-oldal   "Disarm") – 3:10
10. "Starla" (B-oldal   "I Am One" 1992 ) – 11:01
11. "Blue" ( Lull EP) – 3:19
12. "Girl Named Sandoz" (The Animals ) (Peel Session EP) – 3:34
13. "La Dolly Vita" (B-oldal  "Tristessa") – 4:16
14. "Spaced" (Siamese Dream) – 2:24

## Eladási helyezések

### Album
| Év   | Album           | Lista             | Helyezés |
| ---- | --------------- | ----------------- | -------- |
| 1994 | Pisces Iscariot | The Billboard 200 | 4.       |

### Kislemez
| Év   | Kislemez  | Lista              | Helyezés |
| ---- | --------- | ------------------ | -------- |
| 1994 | Landslide | Modern Rock Tracks | No. 3    |

## Közreműködők
- Jimmy Chamberlin – dobok
- Billy Corgan – ének, gitár, producer, fényképek, csomagolás
- James Iha – ének, gitár, producer
- D'arcy Wretzky – basszusgitár
- Kerry Brown – producer
- Dale Griffin – producer
- Butch Vig – producer
- Ted de Bono – producer
- Rachel Gutek – Design asszisztens
- Michael Meister – fényképek, csomagolás